# Museumplein

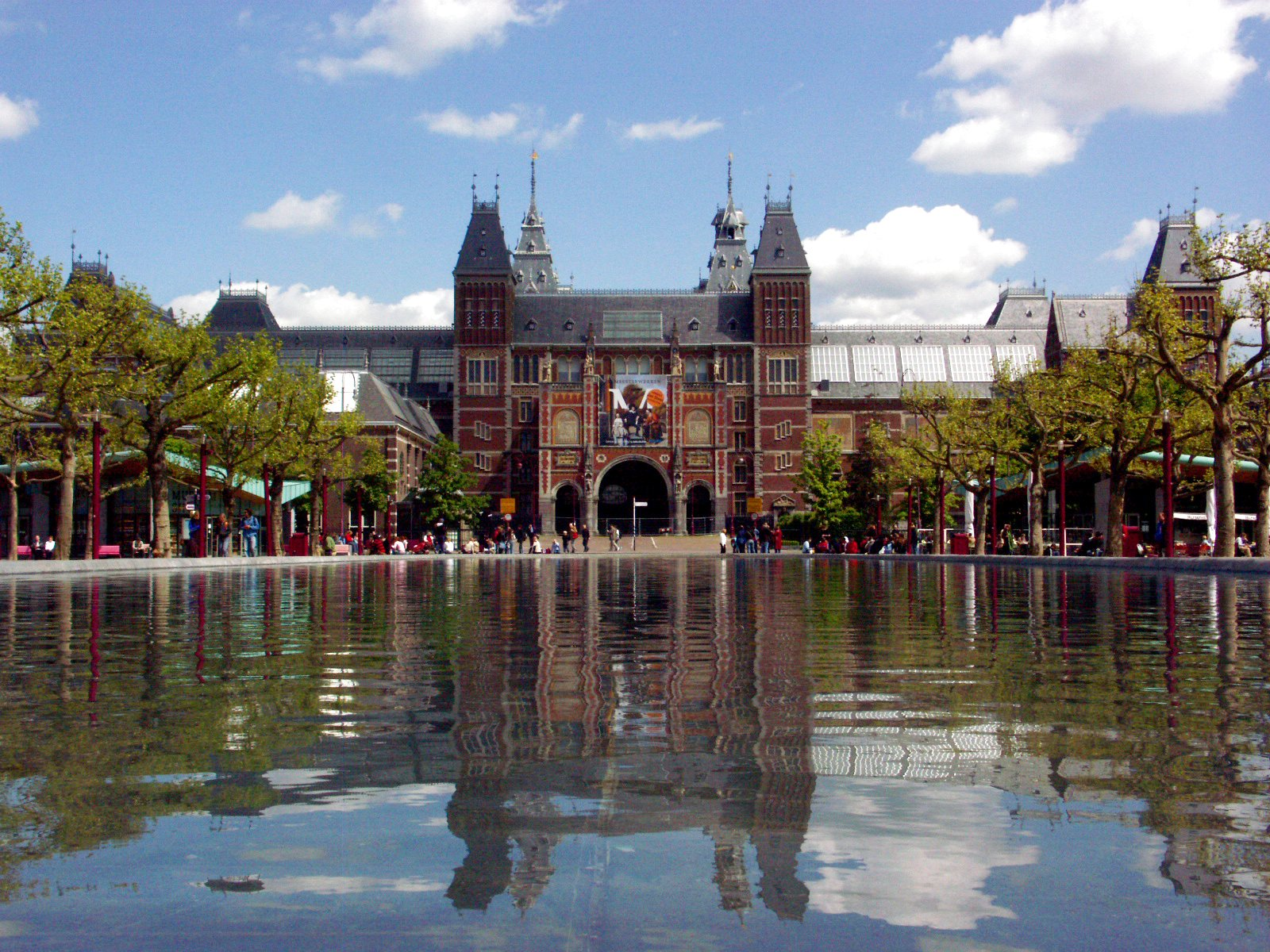
Rijksmuseum från det stora vattnet

Museumplein (Museitorget) är ett stort torg i centrum av Amsterdam i Nederländerna sedan slutet av 1800-talet. 1992-93 förnyades torget med hjälp av den svenske landskapsarkitekten Sven-Ingvar Andersson. 
På torget finns en damm där man kan åka skridskor på vintern. Torget används för stora demonstrationer, festivaler (till exempel på Koninginnedag). 
Vid torget finns några kända museer:
- Rijksmuseum - nationalmuseet för konst i Nederländerna
- Van Gogh-museet - konst av Vincent van Gogh
- Stedelijk Museum - modern konst

Vid torget finns även Concertgebouw (Konserthuset).